# Carmen (Agusan del Norte)
Carmen (Nagausab sa  Carmen - Bayan ng Carmen - Municipality of Carmen), antaño conocido como Kabayawa,  es un municipio filipino de cuarta categoría, situado en la parte nordeste de la isla de Mindanao. Forma parte del Segundo Distrito Electoral de la provincia de Agusan del Norte situada en la Región Administrativa de Caraga, también denominada Región XIII.

## Geografía
Municipio situado en el oeste de la provincia, en la bahía de Butuan, fronterizo con Misamis Oriental.
Su términino linda al norte con el mar de Bohol; al sur con el municipio de Buenavista de Agusán; al este con el de Nasipit; y al oeste con la provincia de Misamis Oriental, términos de Magsaysay de Misamis y de Gingoog.

### Barangays
El municipio de Carmen se divide, a los efectos administrativos, en 8 barangayes o barrios, conforme a la siguiente relación:
| - Cahayagan - Gosoon | - Manoligao - Carmen (Población) | - Rojales - San Agustín | - Tagcatong - Vinapor |  |

| Barrio             | Población (2010) | Área (km²) | Código      | Capitán               |
| ------------------ | ---------------- | ---------- | ----------- | --------------------- |
| Cahayagan          | 2.380            | 6.2328     | 16020412001 | Baltazar, Jimlan      |
| Gosoon             | 1.772            | 6.89136    | 16020412002 | Pepito, Danilo        |
| Manoligao          | 1.513            | 67.12396   | 16020412003 | Cabatingan, Alfreda   |
| Carmen (Población) | 5.507            | 92.97312   | 16020412004 | Samaco, Gilda         |
| Rojales            | 2.083            | 14.24656   | 16020412005 | Lauro, Ricardo        |
| San Agustín        | 1.117            | 6.00078    | 16020412006 | Cabiltes, Ernesto     |
| Tagcatong          | 3.382            | 14.48      | 16020412007 | Coñado, Anabelle      |
| Vinapor            | 2.027            | 6.49244    | 16020412008 | Calo, Elizabeth Marie |

## Historia
A finales del siglo XIX  Carmen formaba parte de la Comandancia político-militar de Butúan en el Tercer Distrito o provincia de Surigao con sede en Surigao. El distrito comprendía el NE. y Este de la isla de Mindanao y, además, las de Bucas, Dinágat, Ginatúan, Gipdó, Siargao, Sibunga y varios islotes.
En lugar de Kabayawa, poblado por nativos de la etnia manobo ,  consiguió su actual nombre al atribuirse a la milagrosa imagen de la Virgen del  Carmen el final del caótico bandidaje que reinaba entonces. El soldado español Juan Cardoniga acabó con la vida del jefe de los bandidos. Se cuenta que cuando iba a disparar vio como el arcabuz no funcionaba, entonces Cardoniga que llevaba el escapulario de la virgen, lo coloca en el orificio del cañón, logrando por fin disparar.
Conocido este hecho por el famoso sacerdote jesuita de Agusan Saturnino Urios,  éste sugiere que el nombre Kabayawa fuera sustituido por el de Carmen.
Visita y luego barrio de Butuan pasa a formar parte del nuevo municipio de Nasipit hasta el año 1949, cuando los barrios de Carmen, Tagcatong, Cahayagan y San Agustín, forman el nuevo municipio de Carmen.
Estas gestiones las llevó a buen término el congresista Marcos M. Calo. El nuevo ayuntamiento se constituyó el 1 de julio de 1949.